# Cloverdale, Mississippi
Cloverdale är en så kallad census-designated place i Adams County i Mississippi i närheten av Natchez. Vid 2010 års folkräkning hade Cloverdale 645 invånare.